# Kryogenium
| Prekambrium                  | Prekambrium          | Prekambrium   | Prekambrium       |
| Eon                          | Era                  | Period        | Miljoner år sedan |
| ---------------------------- | -------------------- | ------------- | ----------------- |
| Fanero- zoikum               | Paleozoikum          | Kambrium      | senare            |
| Protero- zoikum              | Neo- proterozoikum   | Ediacara      | 635–541           |
| Protero- zoikum              | Neo- proterozoikum   | Kryogenium    | 720–635           |
| Protero- zoikum              | Neo- proterozoikum   | Tonium        | 1000–720          |
| Protero- zoikum              | Meso- proterozoikum  | Stenium       | 1200–1000         |
| Protero- zoikum              | Meso- proterozoikum  | Ectasium      | 1400–1200         |
| Protero- zoikum              | Meso- proterozoikum  | Kalymmium     | 1600–1400         |
| Protero- zoikum              | Paleo- proterozoikum | Staterium     | 1800–1600         |
| Protero- zoikum              | Paleo- proterozoikum | Orosirium     | 2050–1800         |
| Protero- zoikum              | Paleo- proterozoikum | Ryacium       | 2300–2050         |
| Protero- zoikum              | Paleo- proterozoikum | Siderium      | 2500–2300         |
| Arkeikum                     | Neoarkeikum          |               | 2800–2500         |
| Arkeikum                     | Mesoarkeikum         |               | 3200–2800         |
| Arkeikum                     | Paleoarkeikum        |               | 3600–3200         |
| Arkeikum                     | Eoarkeikum           |               | 4000–3600         |
| Hadeikum                     |                      |               | 4600–4000         |
| Jorden bildas                | Jorden bildas        | Jorden bildas | tidigare          |
| Se även Geologisk tidsskala. |                      |               |                   |

Kryogenium (från antikgrekiska: κρύος, romaniserat: krýos, som betyder "kall" och γένεσις, romaniserat: génesis, som betyder "födelse") var en geologisk period i jordens historia som varade cirka 720–635 miljoner år sedan. Perioden kännetecknas av mycket kraftiga nedisningar, därav namnet. Nedisningarna kan tidvis ha varit globala och även inkluderat tropiska områden. Kryogeniums nedisningar delas normalt upp i två istider:
- Sturtistiden, cirka 720–660 miljoner år sedan
- Marinoanistiden, cirka 650–635 miljoner år sedan

De äldsta kända resterna av svampdjur härstammar från kryogenium. Perioden följdes av ediacara med de första kända flercelliga livsformerna och kambrium med den kambriska explosionen då många skalförsedda arter uppkom.